# Castillo de Kavlås
El Castillo de Kavlås (Kavlås slott) es una mansión en la parroquia de Hömbs en la municipalidad de Tidaholm en el Condado de Västra Götaland, Suecia.

## Historia
Kavlås fue mencionado por primera vez a finales del siglo XIV. Mediante adquisiciones, la finca pasó a la familia baronial von Essen en 1723. El edificio principal consta de tres plantas y fue construido entre 1750 y 1775 a las órdenes de Fredric Ulric von Essen (1721-1781). La casa tiene elementos tanto del Rococó como de estilo Gustaviano. 

En 1746, Fredric Ulric von Essen comenzó a cultivar alumbre en el castillo de Kavlås, en lo que es el límite de lo que hoy es Ekedalen, junto al lago Bruksdammen. A principios del siglo XIX, el molino empleaba a unos 40 trabajadores y producía 650 barriles de alumbre al año. En 1855, el cultivo de alumbre cesó después de que se descubrieran métodos de producción nuevos y más baratos. La extracción de esquisto de alumbre llegó a expandirse al molino de cal de Övertorp a principios del siglo XIX. En 1918, se formó Västergötlands Förenade Kalkindustrier, que pronto compró las fábricas más grandes de la provincia, incluida Övertorp. La empresa tenía grandes planes para el futuro y al principio todo salió bien. Pero en la década de 1920 hubo una crisis en la industria de la cal. Las importaciones de fertilizantes se reanudaron después de la Primera Guerra Mundial y el interés por la cal disminuyó. Por lo tanto, la rentabilidad en la industria de la cal disminuyó drásticamente y el molino de cal de Övertorp continuó con un negocio cada vez más reducido hasta 1954, cuando se cerró.
Fredrik von Essen en Kavlås fue uno de los impulsores de la construcción de Hjo – Stenstorps Järnväg, donde Kavlås tenía su propia estación en el ramal hacia Tidaholm.
Se administró una lechería a vapor en la granja entre 1850 y 1961.